# Phintella suavis
Phintella suavis là một loài nhện trong họ Salticidae.
Loài này thuộc chi Phintella. Phintella suavis được Eugène Simon miêu tả năm 1885.